# Heinach (Adelsgeschlecht)

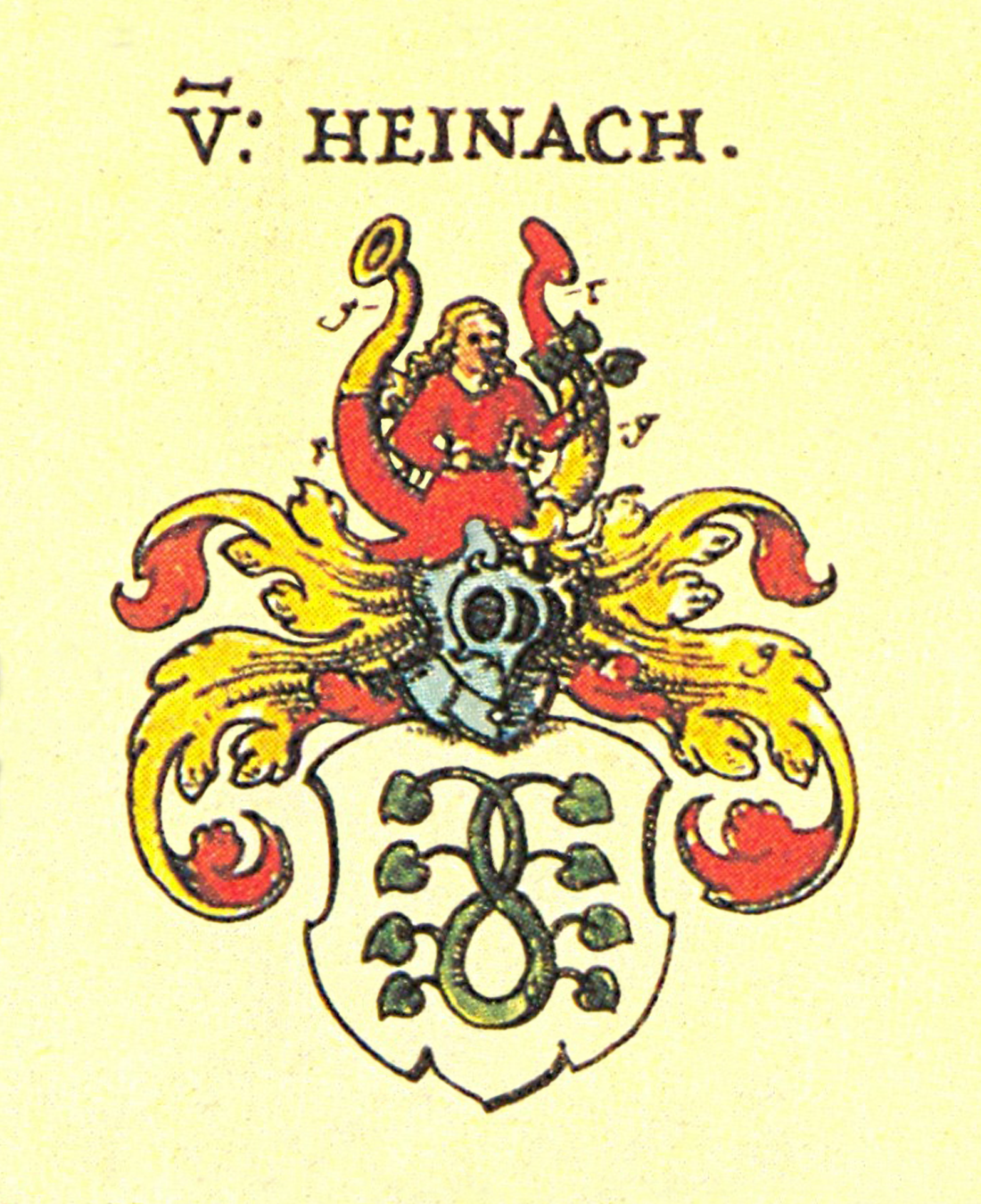
Das Wappen der Herren von Heinach

Heinach / Hainach ist ein fränkisches Adelsgeschlecht.

## Geschichte
Das Geschlecht derer von Heinach wurde 1283 das erste Mal mit Ulrich von Hainach urkundlich erwähnt. In der Folge waren die Herren von Hainach als Erbforstmeister im Steigerwald eingesetzt. Mit Wolffram von Hainach werden 1303 das erste Mal die Güter Hunoldshausen und Michelau im Steigerwald erwähnt. Familiensitz war bis 1369 der Heinachshof. Das Gut Zabelstein kam 1348 dazu und war von 1369 bis 1490 Sitz der Familie. Weitere Güter der Herren von Heinach waren u. a. Hertlingsberg.
Die Familie besaß einen Teil der o. g. Güter als Lehen vom Hochstift Würzburg. Sie trug ab 1401 auch, basierend auf dem Rittergut Hunoldshausen, den Titel von Heinach zu Hunoldshausen. Gegen 1490 verlegten die Herren von Heinach ihren Forstsitz nach Hundelshausen. 

Das Adelsgeschlecht erlosch in der zweiten Hälfte des 17. Jahrhunderts. Karl Sigismund von Heinach wurde 1678 bei Bischwind von einem Herrn von Künsberg ermordet. Sein Grabmal ist in der Kirche in Krautheim mit folgender Inschrift zu finden: 
Hier liegt ein Held von Adel/ der seine edle Zeit/ geführet ohne Tadel und war sehr feind dem Neid/ doch wird er mörderisch und ohne all Verhoffen/ durch einen Bistolen Schus aus Neid und Feindschaft troffen/ Da wird gleich wie ein Schus und schneller Donner Blitz/ aus seinem Schlos verruckt zum Himmels Schlos sein Sitz/ Gott dem die Rach gebührt/ wird rächen diesen Feind/ der sollchen Mord vollführt und tröste alle Freunt. 
Karl Sigismund von Heinach war mit Valentina von Salzburg verheiratet. Sie hatten zwei Söhne und eine Tochter. Der älteste Sohn starb im ersten Lebensjahr 1674 und sein jüngerer Bruder starb mit zwei Jahren 1680.
Das damit zurück an den Lehensgeber gefallene Rittergut Hundoldshausen mit dem Forst Hundelshausen gab Bischof Johann Gottfried von Würzburg 1689 an einen neuen Lehensnehmer ab.

## Wappen
Eine in Gold gehaltene, der Gestalt der Zahl 8 ineinander geschlungene grüne Ranke – an den Außenseiten mit je vier Blättern besetzt.
Das Wappen gleicht damit – außer der Farbe der Ranke – dem von Seckendorffschen.